# Koh-i-Elburz
Der Koh-i-Elburz (auch Gory Al'burz, Koh-i-Alburz, Kohe Alburz, Kuh-e Alborz, Kuh-i Elburz, Kūh-e Alborz, Kūh-i Elburz, persisch کوه البرز Alborz-Berg) ist ein Gebirgskamm in der afghanischen Provinz Balch. Der Bergrücken erstreckt sich südlich des Ortes Balch, der etwa 20 Kilometer nordwestlich von Mazār-i Scharif liegt. Es handelt sich hierbei um einen tertiären, langgezogenen Kamm, mit steilen Flanken nach Norden und Süden. Die Kette wird durch kurze Schluchten unterbrochen, die von den Bächen Schadyan und Marmol eingeschnitten wurden.
Der Name Alburz ist laut der Aryana Encyclopaedia bzw. dem Wörterbuch von Dehchoda aus den zwei avestischen bzw. mittelpersischen-Wörtern al oder hr (ال) für Berg und برز für hoch zusammengesetzt.